# واوكلوت (إلمشان)
واوكلوت هو دُوَّار يقع بجماعة تازارين، إقليم زاكورة، جهة درعة تافيلالت في المملكة المغربية. ينتمي الدوّار لمشيخة إلمشان التي تضم 8 دواوير. يقدر عدد سكانه بـ 248 نسمة حسب الإحصاء الرسمي للسكان والسكنى لسنة 2004.

## روابط خارجية
- البوابة الوطنية للجماعات الترابية
- المندوبية السامية للتخطيط